# Поля Бродмана 41 і 42

## ПолеБродмана 41
Поле Бродмана 41, або BA41 також відоме як переднє поперечне скроневе поле 41 (л.). Це структурний, цитоархітектонічно визначений підрозділ кори великих півкуль (лат. cortex cerebralis), який займає передню поперечну скроневу звивину (лат. gyrus temporalis anterior) (л.) на краю бічної борозни (лат. sulcus lateralis) на дорсальної поверхні скроневої частки (лат. lobus temporalis). Поле Бродмана 41 межує медіально з навколоострівцевим полем Бродмана 52, а з боків заднім поперечним скроневим полем 42 (л.) (Бродман-1909).

## Поле Бродмана 42
Поле Бродмана 42, або BA42 також відоме як заднє поперечне скроневе поле 42 (л.). Ця ділянка є також підрозділом скроневої частки. Поле Бродмана 42 обмежене медіально переднім поперечним скроневим полем 41 (ч), а латерально — верхнім скроневим полем 22 (Бродман-1909).

## Додаткові зображення

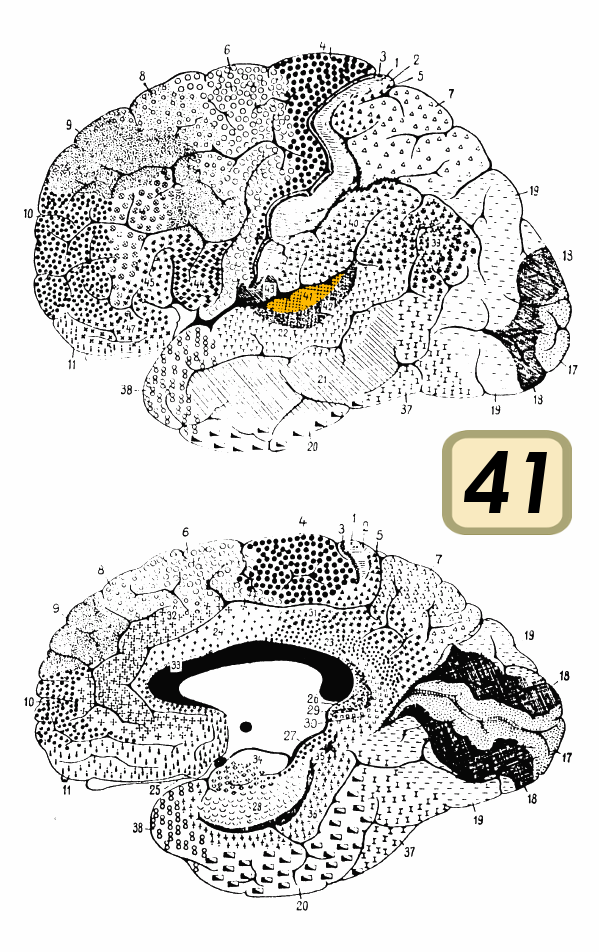
BA41.
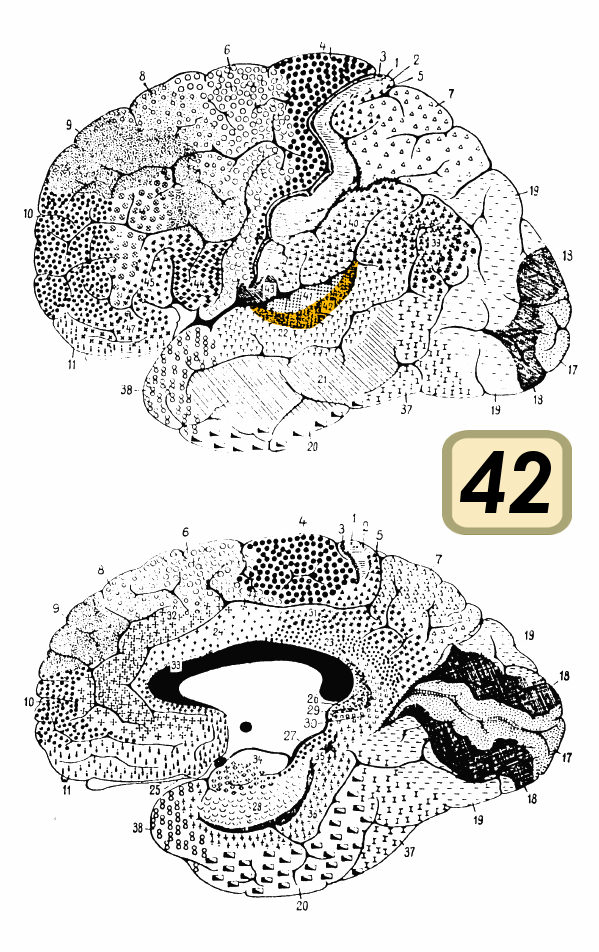
BA42
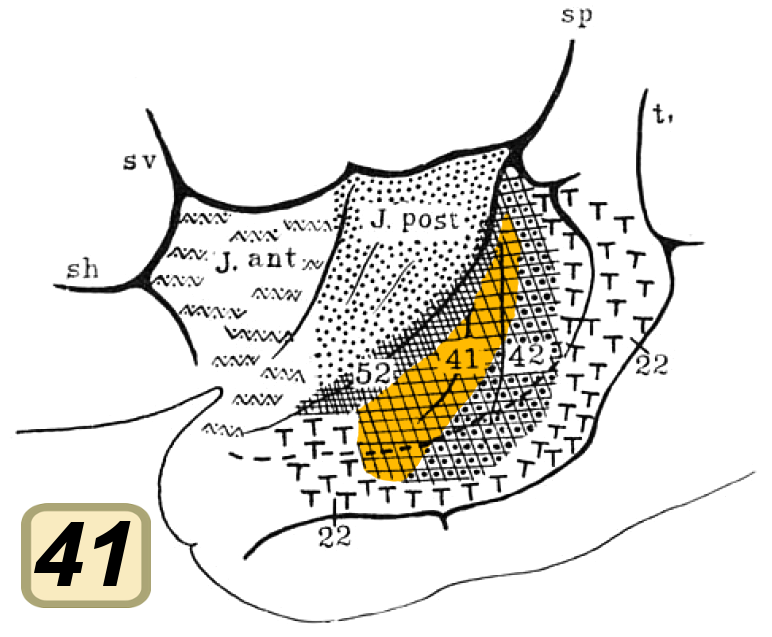
BA41. Всередині бічної борозни.
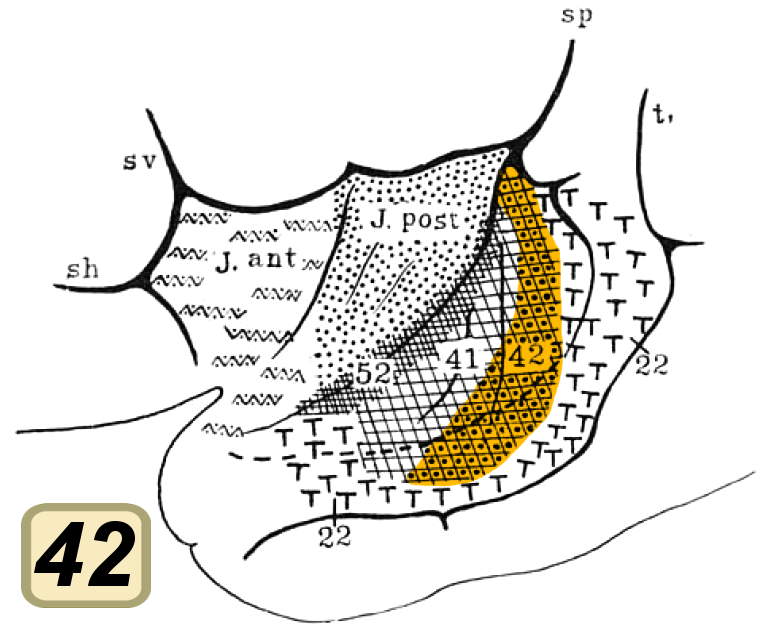
BA42. Всередині бічної борозни.